# Chińska Republika Ludowa na Letnich Igrzyskach Olimpijskich Młodzieży 2010
Chiny na Letnich Igrzyskach Olimpijskich Młodzieży 2010 w Singapurze reprezentowało 68 sportowców w 19 dyscyplinach.

## Skład kadry

### Badminton
- Deng Xuan  srebrny medal
- Huang Yuxiang

### Gimnastyka

#### Gimnastyka artystyczna
- Tan Sixin  złoty medal,  złoty medal,  srebrny medal,  srebrny medal
- Zhu Xiaodong  brązowy medal,  brązowy medal,  brązowy medal

#### Gimnastyka rytmiczna
- Wang Manqin

#### Gimnastyka na trampolinie
- Dong Yu  złoty medal
- He Yuxiang  srebrny medal

### Jeździectwo
- Xu Zhengyang

### Kajakarstwo
- Huang Jieyi  srebrny medal
- Wang Xiaodong  złoty medal

### Koszykówka
Drużyna dziewcząt:  złoty medal
- Jin Jiabao
- Ma Xueya
- Shen Yi
- Yang Xi

### Lekkoatletyka
Chłopcy:
- Xie Zhenye - bieg na 100 m  złoty medal
- Wang Dongqiang - bieg na 110 m przez płotki  srebrny medal
- Wei Xubao - chód na 10 000 m - 5. miejsce w finale
- Li Meng - pchnięcie kulą - 7. miejsce w finale
- Liu Binbin - ???  złoty medal
- Huang Haibing - skok w dal - 8. miejsce w finale
- Fu Haitao - trójskok  srebrny medal

Dziewczęta:
- Zheng Yarong - bieg na 100 m przez płotki - 5. miejsce w finale
- Li Lijiao - bieg na 2 000 m - 4. miejsce w finale
- Mao Yanxue - chód na 5 000 m  srebrny medal
- Gu Siyu - pchnięcie kulą  srebrny medal
- Peng Juanhong - ??? - 12  miejsce w finale
- Xia Youlian - ??? -  brązowy medal
- Xu Huiqin - ??? - 4. miejsce w finale

### Łucznictwo
Chłopcy:
- Luo Siyue - 17. miejsce w finale

Dziewczęta:
- Song Jia - 8. miejsce w finale

Drużyny mieszane:
- Luo Siyue i  Iryna Hul - 8. miejsce w finale
- Song Jia i  Lorenzo Pianesi - 6. miejsce w finale

### Pięciobój nowoczesny
- Han Jiahao
- Zhu Wenjing

### Pływanie
Chłopcy:
- Dai Jun
  - 200 m. st. dowolnym - 6. miejsce w finale
  - 400 m. st. dowolnym -  złoty medal
- He Jianbin
  - 50 m. st. dowolnym - 4. miejsce w finale
  - 100 m. st. dowolnym - 5. miejsce w finale
  - 100 m. st. grzbietowym -  złoty medal
- Sun Bowei
  - 50 m. st. motylkowym - 6. miejsce w finale
  - 100 m. st. motylkowym - 12. miejsce w półfinale
- Wang Ximing
  - 100 m st. zmiennym - 8. miejsce w finale

Sztafeta chłopców:
- 4x100 m st. dowolnym -  srebrny medal
- 4x100 m st. zmiennym - 4. miejsce w finale

Dziewczęta:
- Bai Anqi
  - 100 m st. grzbietowym -  srebrny medal
  - 200 m st. grzbietowym -  złoty medal
- Liu Lan
  - 50 m. st. motylkowym -  złoty medal
  - 100 m. st. motylkowym -  złoty medal
  - 200 m. st. motylkowym -  brązowy medal
- Tang Yi
  - 50 m. st. dowolnym -  złoty medal
  - 100 m. st. dowolnym -  złoty medal
  - 200 m. st. dowolnym -  złoty medal
- Wang Chang
  - 50 m st. zmiennym - 10. miejsce w półfinale
  - 100 m st. zmiennym - 17. miejsce w kwalifikacjach

Sztafeta dziewcząt:
- 4x100 m st. dowolnym -  złoty medal
- 4x100 m st. zmiennym - DSQ

Składy mieszane:
- 4x100 m st. dowolnym -  złoty medal
- 4x100 m st. zmiennym -  złoty medal

### Podnoszenie ciężarów
- Deng Wei - kategoria 58 kg  złoty medal
- Gong Xingbin - kategoria 69 kg  srebrny medal
- Tian Yuan - kategoria 48 kg  złoty medal
- Xie Jiawu - kategoria 56 kg  srebrny medal

### Skoki do wody
- Qui Bo
  - trampolina 3 metrowa  złoty medal
  - wieża 10 metrowa  złoty medal
- Liu Jiao
  - trampolina 3 metrowa  złoty medal
  - wieża 10 metrowa  złoty medal

### Strzelectwo
- Fang Xue  srebrny medal
- Gao Tingjie  złoty medal
- Jia Xiayong
- Shen Li

### Szermierka
- Lin Sheng  złoty medal
- Wang Lianlian
- Wan Yini

### Taekwondo
- Liu Chang - kategoria +73 kg  złoty medal
- Li Zhaoyi
- Zheng Shuyin - kategoria +63 kg  złoty medal

### Tenis
Chłopcy:
- Ouyang Bowen
- Wang Chuhan

Dziewczęta:
- Tang Haochen
- Zheng Saisai
  - gra pojedyncza  srebrny medal
  - gra podwójna  złoty medal

### Tenis stołowy
- Gu Yuting  złoty medal

### Triathlon
- Ma Mingxiu - 26. miejsce
- Cheng Ru - 16. miejsce

### Wioślarstwo
- Cao Ting
- Zeng Yueqi

### Zapasy
- Yuan Yuan - kategoria 52 kg  srebrny medal

### Żeglarstwo
- Gu Min
- Wang Zili